# Edvard Lithander

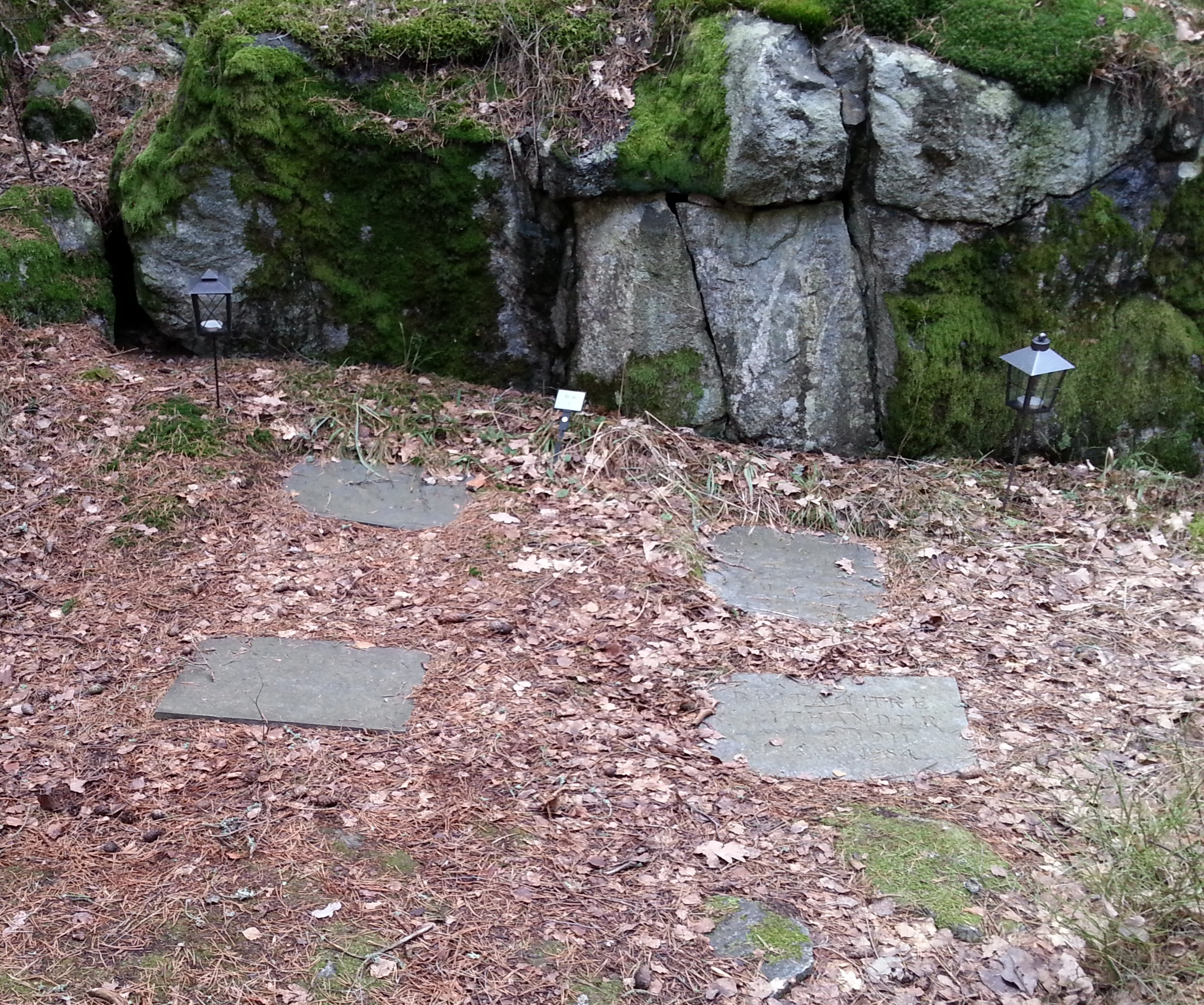
Edvard Lithanders familjegrav, avskilt belägen på Skogskyrkogården i Stockholm.

Olof Axel Edvard Lithander, född 21 oktober 1870 i Göteborg, död 23 oktober 1944 i Stockholm, var en svensk direktör och riksdagsledamot.

## Biografi
Lithander var son till direktören och politikern Pehr Lithander (1835–1913) och Mathilda, född Wahlgren (1845–1917). Den 17 juni 1905 gifte han sig med Mabel McClure-Williams (1882–1941) från Jersey, dotter till vice generalläkare John Thomas Williams och Sarah Ann McClure.
Efter studier vid realläroverket i Göteborg skrevs han in vid Göteborgs handelsinstitut i augusti 1885. Han bedrev från 1887 språkstudier utomlands, framför allt i Storbritannien och Tyskland, där han även erhöll anställningar i Manchester, Elberfeld och Barmen. År 1889 trädde han in i faderns firma, där han blev prokurist 1891 och delägare 1893. Firman ombildades 1898 till P. Em. Lithander & C:os Handels- och industri AB. Edvard Lithander var bolagets verkställande direktör 1905–1940.
Lithander valdes 1911 av Allmänna valmansförbundet i Göteborg till ledamot i andra kammaren, där han inträdde 1912. Han tillhörde andra kammaren fram till 1926, med undantag för senare lagtima riksdagen hösten 1914. Han innehade dessutom i Göteborg ett flertal förtroendeuppdrag. Lithander övergick till första kammaren 1927-1928, men återvaldes sen till andra kammaren från 1929.
Liksom fadern, som var högerman och ivrig tullskyddsvän, intresserade han sig för näringslivsfrågor och kämpade för näringslivets frihet mot monopol och statsförmynderskap. Han var från 1921 ledamot av bevillningsutskottet och var vid urtima riksdagen 1919 ledamot av särskilda utskottet rörande införselmonopol för spannmål. Åren 1921 och 1922 var han statsrevisor, därpå 1922 vice ordförande i statsrevisionen. Han tillhörde också andra kammarhögerns förtroenderåd. Han var ledamot av trafikrådet samt järnvägsrådet i Järnvägsstyrelsen. År 1924 blev Lithander ledamot av lantmanna- och borgarpartiets förtroenderåd.
År 1912 inträdde Lithander i Götiska Förbundet och var länge dess Högste talman. Han hade olika styrelseuppdrag, till exempel för Sahlgrenska sjukhuset (1901–16), Göteborgs och Bohusläns sparbank (1904–29), Sveriges Allmänna handelsföreningen (1909–44), Föreningen för Göteborgs försvar (1912–44) och Allmänna valmansförbundet. Han var ledamot av British Factory i Göteborg 1936–44 och ledamot av direktionen för frimurarebarnhuset 1909–1916.
Han är begravd på Skogskyrkogården i Stockholm.

## Utmärkelser
- 1926: riddare av Nordstjärneorden 1926
- 6 juni 1934: riddare av Vasaorden av andra klassen den 6 juni 1934
- Kommendör av andra klassen av Isländska falkorden[8]